# 波司登长江大桥
波司登长江大桥，又名“合江长江一桥”，是中国四川省泸州市合江县的一座长江大桥，是 成渝环线高速的过江通道之一，主跨530米（1,740英尺），超过了巫山长江大桥，成为世界上跨径最大的钢管混凝土拱桥。